# Переулок Павла Ли
Переулок Павла Ли (до 2022 года — Московский переулок) (укр. Провулок Павла Лі) — улица в Соломенском районе города Киева, исторически сложившаяся местность Жуляны. Пролегает от улицы Кирилла Гвоздика до улицы Сергея Колоса.
Примыкает Григория Гуляницкого.

## История
Московский переулок в селе Жуляны был назван по названию Московской улицы к которой примыкает. 
В процессе дерусификации городских объектов, 28 октября 2022 года переулок получил современное название — в честь украинского актёра театра, кино и дубляжа Павла Романовича Ли.

## Застройка
Переулок пролегает в северо-западном направлении, извилистый в плане. Парная и непарная стороны переулка заняты усадебной застройкой, частично — многоэтажной жилой. 
Учреждения: нет